# Військовий камуфляж

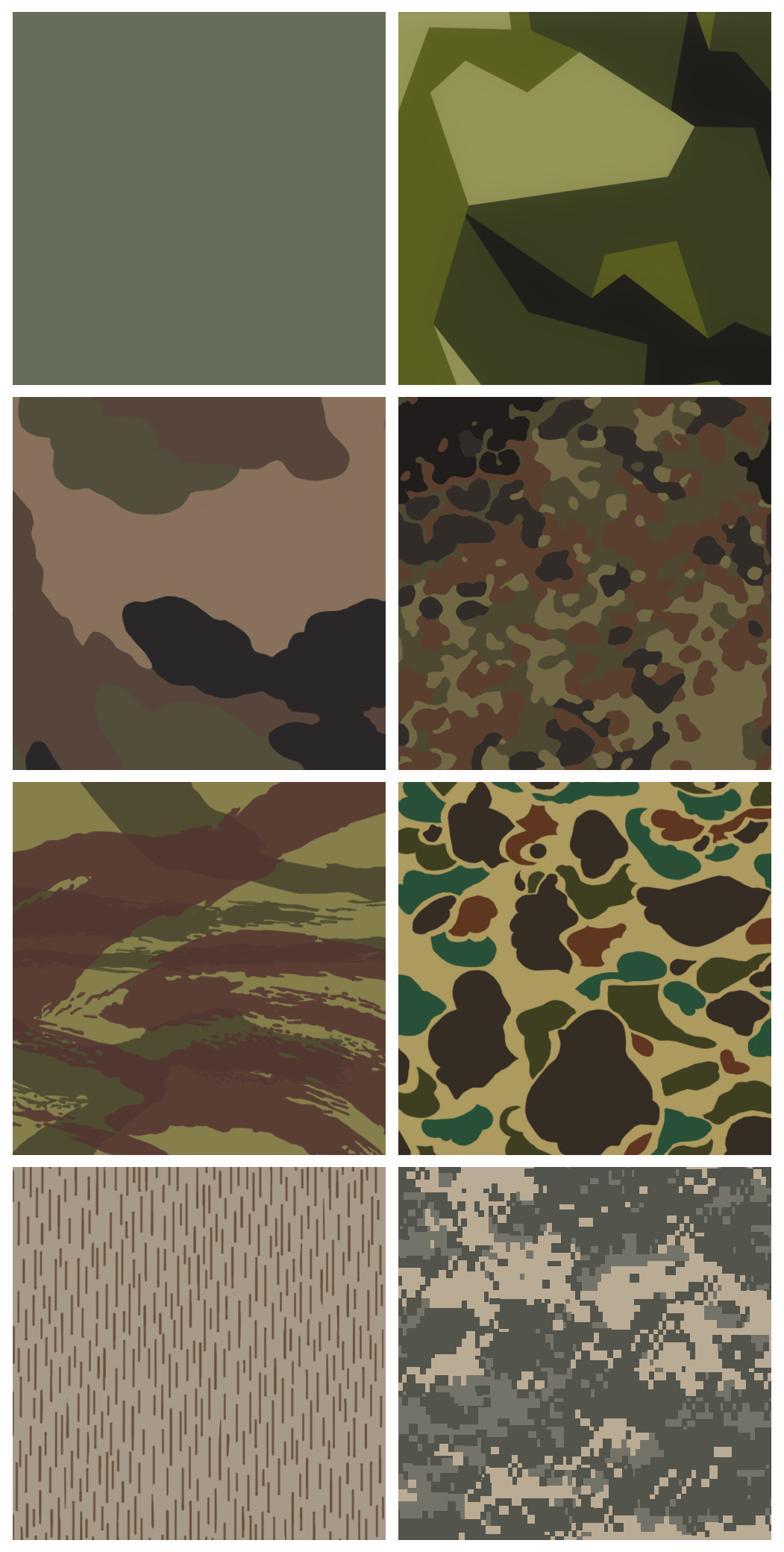
Деякі основні типи найпоширеніших візерунків камуфляжу. Зверху ліворуч: сірий колір (німецький камуфляж Feldgrau), уламковий візерунок (шведська M90), візерунок «пазл» (французький камуфляж Centre-Europe F2) плямистий візерунок (німецька Flecktarn) візерунок мазка (французький TAP47 Lizard), візерунок Duc Hunter (мексиканська версія US M1942), візерунок дощу (східнонімецький Strichtarn), піксельний візерунок (американський UCP 2004)

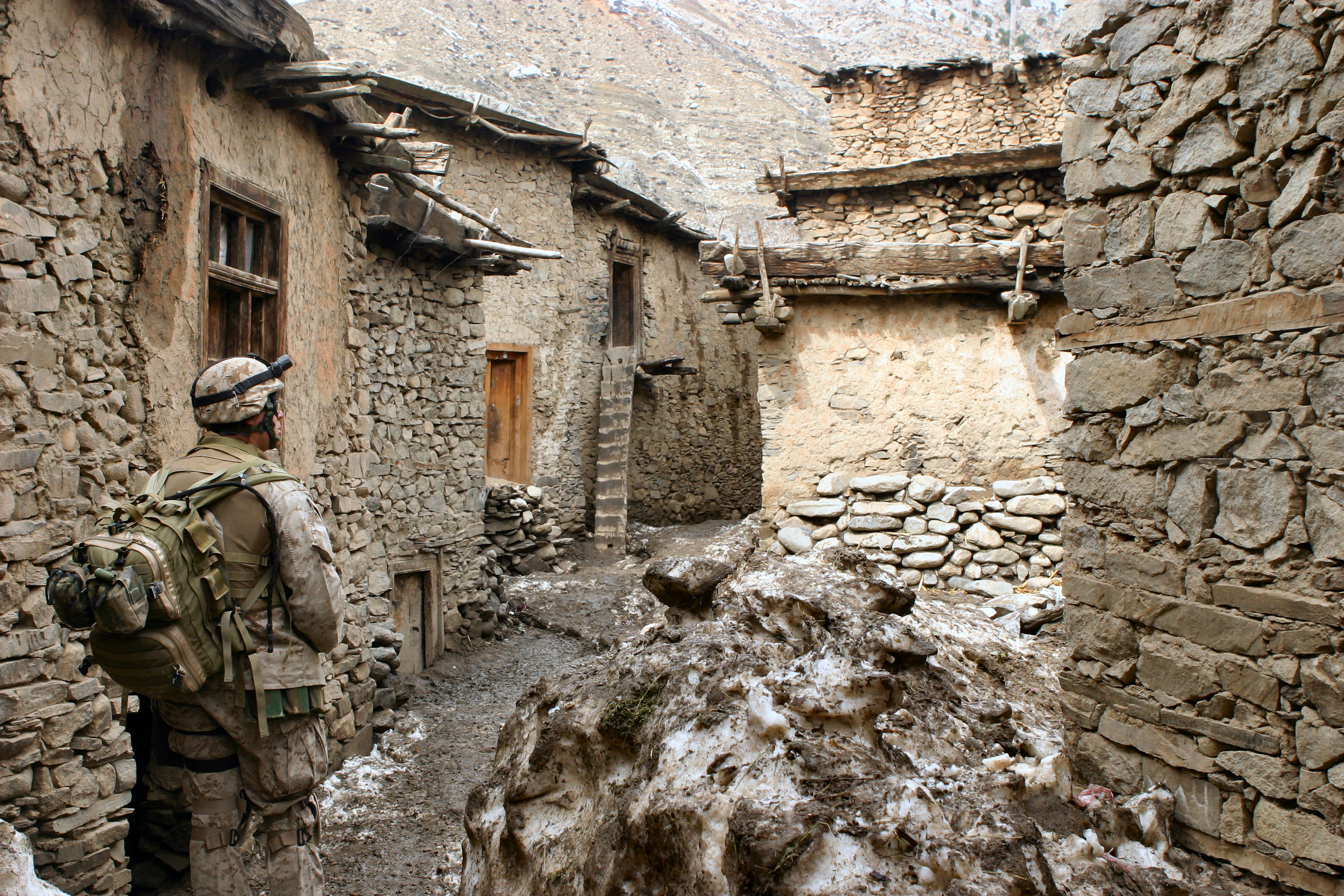
Американський морський піхотинець в Афганістані

Військовий камуфляж — камуфляж, який використовується військовими для захисту свого особового складу та техніки від виявлення супротивником. На практиці це означає маскування матеріалами або кольорами будь-якої військової техніки, зокрема транспортних засобів, кораблів, літаків, гарматних позицій та військових одностроїв, або щоб ускладнити їх візуальне виявлення (захисне забарвлення), або щоб воно виглядало як щось інше (мімікрія). Французьке сленгове слово «камуфляж» увійшло в загальний вжиток під час Першої світової війни, коли концепція візуального обману стала невіддільною частиною сучасної військової тактики. У тій війні, для збільшення відстані ведення прицільного вогню, можливості далекобійної артилерії поєднувалась зі спостереженнями з повітря, а камуфляж широко використовувався, щоб зменшити небезпеку потрапити в ціль або забезпечити несподіваність нападу. Основне завдання військового камуфляжу — ввести противника в оману щодо присутності, положення та намірів військових формувань. Методи камуфляжу включають приховування, маскування та муляжі, що застосовуються до військ, транспортних засобів і позицій. Таким чином, військовий камуфляж є формою військового обману на додаток до виконання таких соціальних функцій, як політична ідентифікація «свій-чужий». 

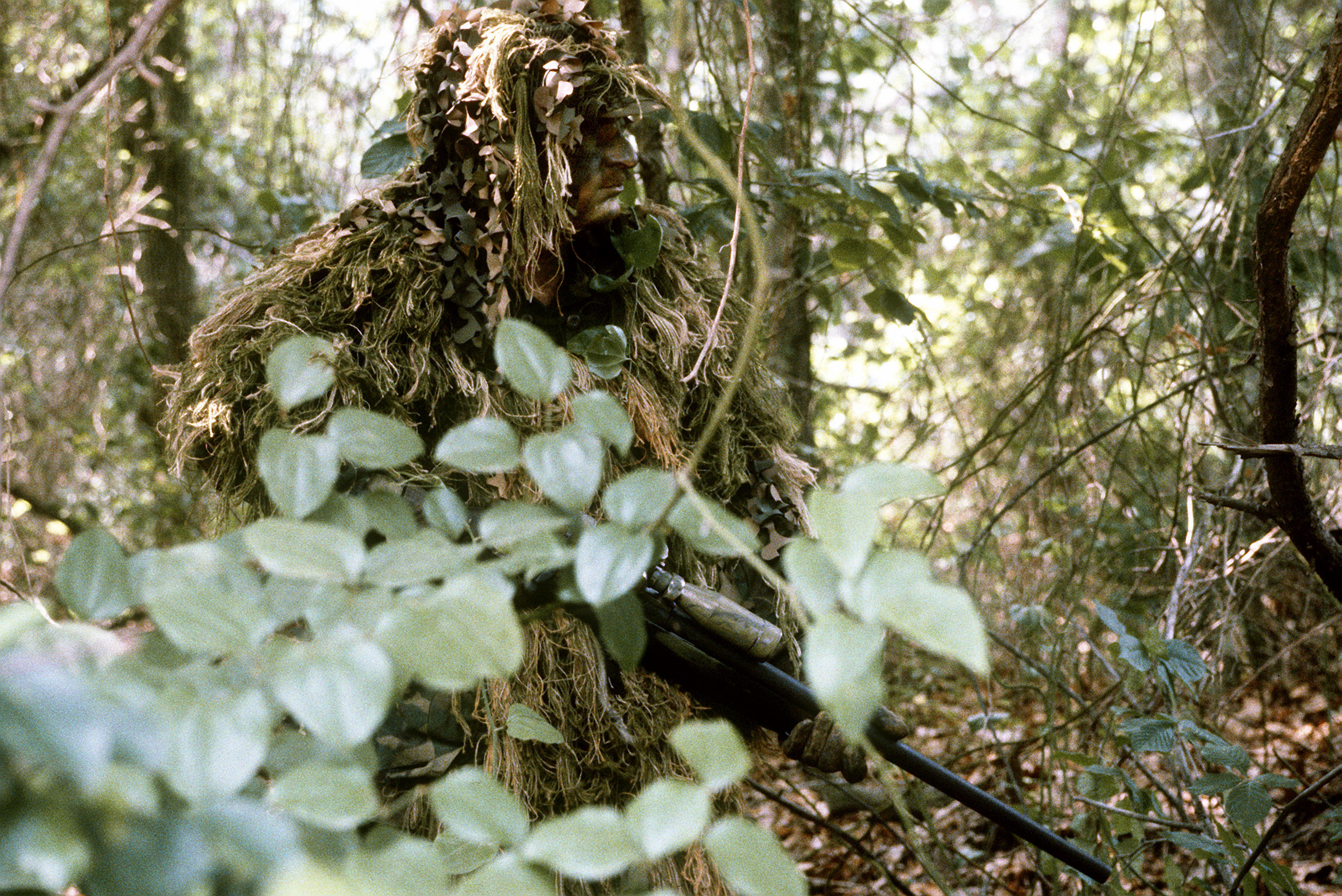
Снайпер у костюмі Ghillie

Зір є основним почуттям орієнтації в людей, і основна функція камуфляжу полягає в тому, щоб ввести в оману людське око. Камуфляж працює за допомогою приховування (чи то шляхом контрзатінення, запобігання відкидання тіні чи деформації контурів), мімікрії чи, можливо, засліплення. У сучасній війні деякі форми камуфляжу, наприклад фарби для обличчя, також забезпечують приховування від інфрачервоних датчиків, тоді як тканини CADPAT додатково допомагають приховувати від радарів.
Найпростіші форми камуфляжу вперше були застосовані в середині XVIII століття в стрілецьких підрозділах. Тактика бою стрільців вимагала від них залишатись непомітними, тому їх одягали в «камуфляжні» однотонні зелені та сірі одностроями. З появою далекобійнішої та точнішої зброї, особливо багатозарядної гвинтівки, камуфляж для одностроїв був запроваджений усіма арміями та застосовувався для більшості видів військової техніки, включаючи кораблі та літаки.
Камуфляж для військового обладнання та позицій активно розроблявся та використовувався французами в 1915 році, а невдовзі й іншими арміями під час Першої світової війни. В обох світових війнах до розробки військового камуфляжу залучали художників. Під час Першої світової війни активно розроблявся також корабельний камуфляж, але після виникнення радарів, корабельному камуфляжу приділялося менше уваги. Літаки, особливо під час Другої світової війни, часто розфарбовувалось різними кольорами зверху та знизу, щоб замаскувати їх на фоні землі та неба відповідно. Деякі форми камуфляжу мають властивості мультимасштабного камуфляжу, призначеного для деформації контурів військової техніки та солдат одночасно на різних відстанях, як правило, це цифрові або піксельні камуфляжні візерунки.
Поширення на початку XXI століття досконаліших датчиків та сенсорів, призвело до розробки сучасного багатоспектрального камуфляжу, який дозволяє приховувати військові об'єкти не лише у видимому світлі, але й у ближньому інфрачервоному, короткохвильовому інфрачервоному, радарному, ультрафіолетовому та тепловізорах. SAAB почала пропонувати мультиспектральну систему індивідуального камуфляжу, відому як тактичний костюм для спеціальних операцій (SOTACS), ще у 2005 році.
Візерунки військових камуфляжів набули популярності в моді та мистецтві ще з 1915 року. Камуфляжні візерунки, іноді з антивоєнним меседжем, з'являлися в роботах таких художників, як Енді Воргол та Ієн Гамільтон Фінлей. У світі моди багато провідних дизайнерів використовували стиль і символіку камуфляжу, а військовий одяг або його імітації використовувалися і як модний вуличний одяг, і як символ політичного протесту.

### Компроміси

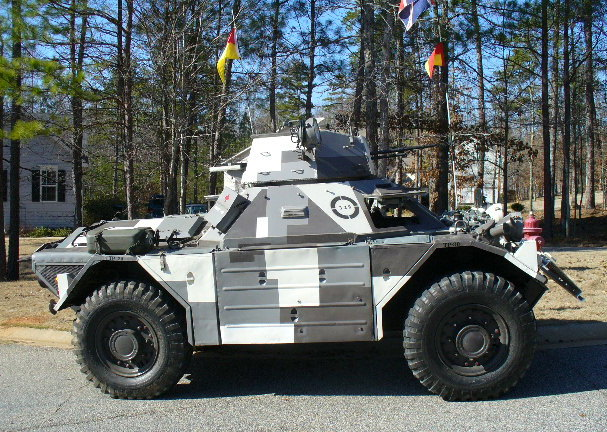
Бронеавтомобіль Ferret з «берлінським камуфляжем» покликаний приховати його від бетонних будівель цього міста. Такі рельєфні моделі зустрічаються рідко.

Хоча методи маскування в принципі безмежні, проте як їх вартість, так і практичні міркування обмежують вибір методів, а також час і зусилля, витрачені на камуфляж. Крім камуфляжних функцій, покриття техніки та однострої також повинні захищати транспортні засоби та солдатів від впливу природньої стихії. Підрозділи повинні рухатися, стріляти зі зброї та виконувати інші активні дії, щоб підтримувати свою працездатність, деякі з яких суперечать завданням камуфляжу. Від камуфляжу можна взагалі відмовитися. Наприкінці Другої світової війни ВПС США відмовилися від камуфляжної фарби для деяких літаків, щоб заманити ворожі винищувачі до атаки, тоді як під час холодної війни деякі літаки подібним чином літали з полірованою металевою оболонкою, щоб зменшити опір і вагу, або зменшити вразливість до радіації ядерна зброя.

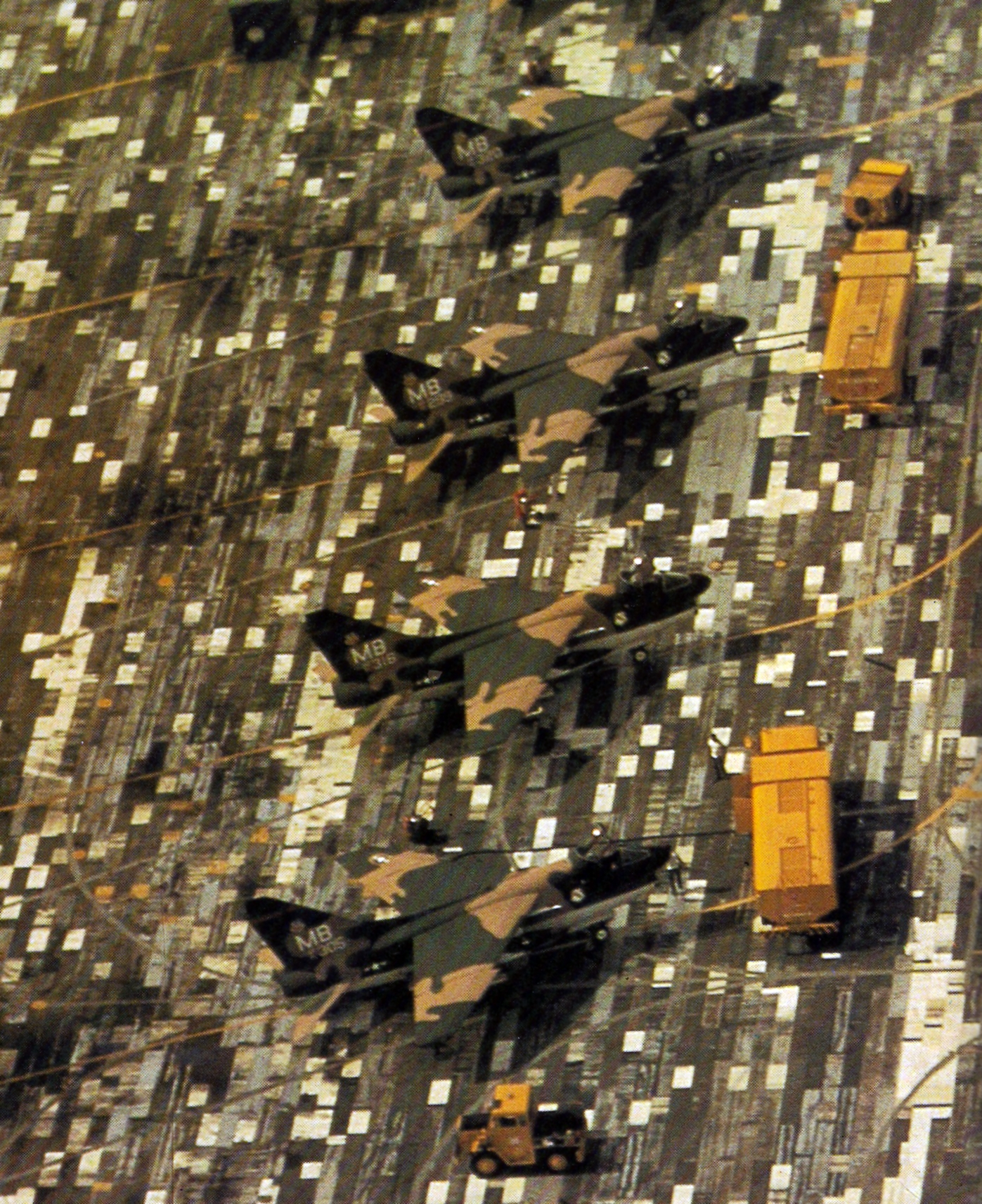
Літаки A-7D Corsair з деформаційним камуфляжем, на летовищі з деформаційним забарвленням. Таїланд, 1972 рік.

Жоден камуфляж не є ефективним в умовах будь-якої місцевості. Ефектність візерунка залежить від його контрастності, а також використаної колірної гами. Різкі контрасти, які деформують контури їх носіїв краще підходять для таких середовищ, як ліси, де помітна гра світла й тіні, тоді як низькі контрасти краще підходять для відкритої місцевості з невеликими обсягами тіні. Специфічні камуфляжні візерунки місцевості, створені відповідно до місцевого рельєфу, можуть бути ефективнішими на цій конкретній місцевості, ніж загальніші візерунки. Однак, на відміну від мисливців, військовим частинам може знадобитися перетинати та вести дії в декількох типах місцевості, як-от ліси, сільськогосподарські угіддя та урбаністичні забудовані території за один день. У той час як цивільний мисливський одяг може мати майже фотореалістичне зображення кори дерев або листя (справді, деякі такі зразки засновані на фотографіях), військовий камуфляж розроблений для роботи в різних середовищах. Оскільки вартість одностроїв є важливим показником, більшість армій, які діють у всьому світі, мають дві окремі повні уніформи: одна для середовища типу ліс/джунглі, а інша для пустельних та посушливих місцевостей. 2004 року Збройні сили США спробували розробити й впровадити єдиний універсальний камуфляж для всіх середовищ — камуфляж UCP, але зразок був визнаний неефективним в умовах війни в Афганістані й знятий з озброєння після кількох років служби. На іншому кінці шкали знаходяться вузькопрофільні камуфляжі, розроблені для конкретної специфічної місцевості, такі як «Берлінський камуфляж», що використовувався на британських транспортних засобах, розгорнутих в Берліні під час Холодної війни, в якому поєднувались прямокутники різних відтінків сірого, щоб приховати транспортні засоби на тлі переважно бетонної архітектури. післявоєнного Берліна.

### Інші функції

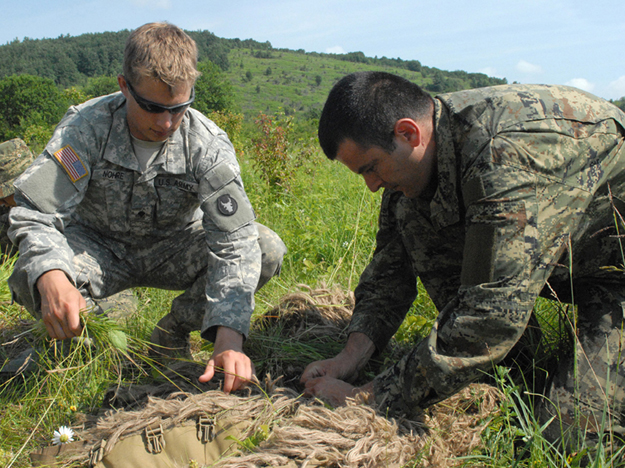
Уніформа хорватської армії (справа) до 2008 року відрізнялася від армійської форми колишньої Югославії, очевидно, через культурні причини, такі як політична ідентифікація.

Поряд із функціями маскування, військовий камуфляж виконує також і соціальні функції, оскільки колір одностроїв є основним засобом, що дозволяє військовим розрізняти «своїх» від «ворогів». Експерти з камуфляжу та еволюційні зоологи Л. Талас, Р. Дж. Баддлі та Іннес Катхілл проаналізували фотографії серії моделей одностроїв НАТО та Варшавського договору та продемонстрували, що їх еволюція не відповідала жодним відомим принципам військового камуфляжу, призначеного для маскування, а швидше відповідала їх політичній орієнтації. Натомість коли Варшавський договір було розпущено, однострої країн, які почали політично прихильно ставитися до Заходу, почали зближуватися з кольорами та текстурами візерунків НАТО. Після смерті маршала Тіто та розпаду колишньої Югославії камуфляжні візерунки нових націй змінилися, ставши схожим на камуфляжні візерунки, які використовували армії їхніх сусідів. Автори відзначають, що військовий камуфляж нагадує забарвлення тварин тим, що виконує кілька одночасних функцій.

### Сніговий камуфляж

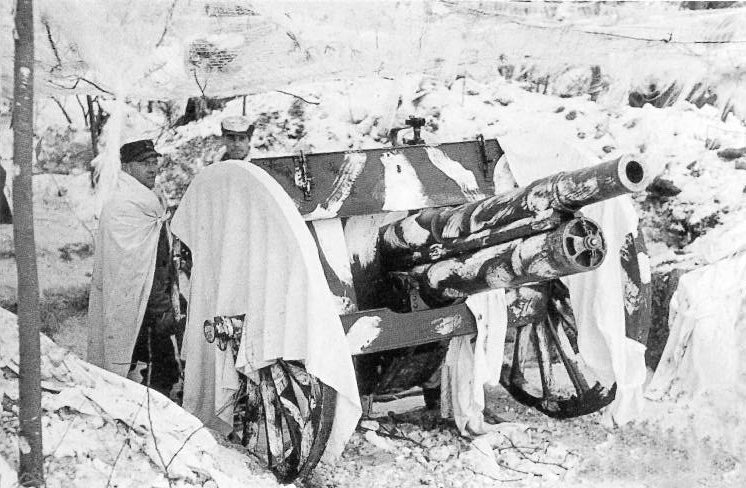
Фінська польова гармата під час Зимової війни, демонструє імпровізований сніговий камуфляж із простирадла та побілки

Пори року можуть відігравати значну роль у північних широтах та деяких інших регіонах. Різка зміна кольору та текстури спричинена сезонними сніговими умовами в північних широтах, що вимагає перефарбування транспортних засобів та окремих снігових костюмів. У країнах Східної та Північної Європи існує традиція окремої зимової форми. Під час Другої світової війни Ваффен-СС пішли ще далі, розробивши двосторонні камуфляжі з окремими колірними гамами для літа та зими.

### Рух
Хоча різнокольорові камуфляжі можуть забезпечити ефективніше маскування, ніж однотонний колір, будь-який візерунок, особливо висококонтрастний, стає помітним, коли об'єкт рухається. Камуфляжну форму джунглів випускали під час Другої світової війни, але як британські, так і американські війська виявили, що проста однотонна зелена форма забезпечувала кращий камуфляж під час перебування солдатів в русі. Після війни більшість країн повернулися до однотонних одностроїв для своїх військ. Деякі країни, зокрема Австрія та Ізраїль, продовжують використовувати однотонну бойову форму і сьогодні. Подібним чином, у той час, як більші військові літаки традиційно мали деформаційний візерунок із темнішою верхньою поверхнею над світлішою нижньою поверхнею (форма контрастного затінення), сучасні швидкісні винищувачі часто пофарбовані в однотонний сірий колір.

### Цифровий камуфляж

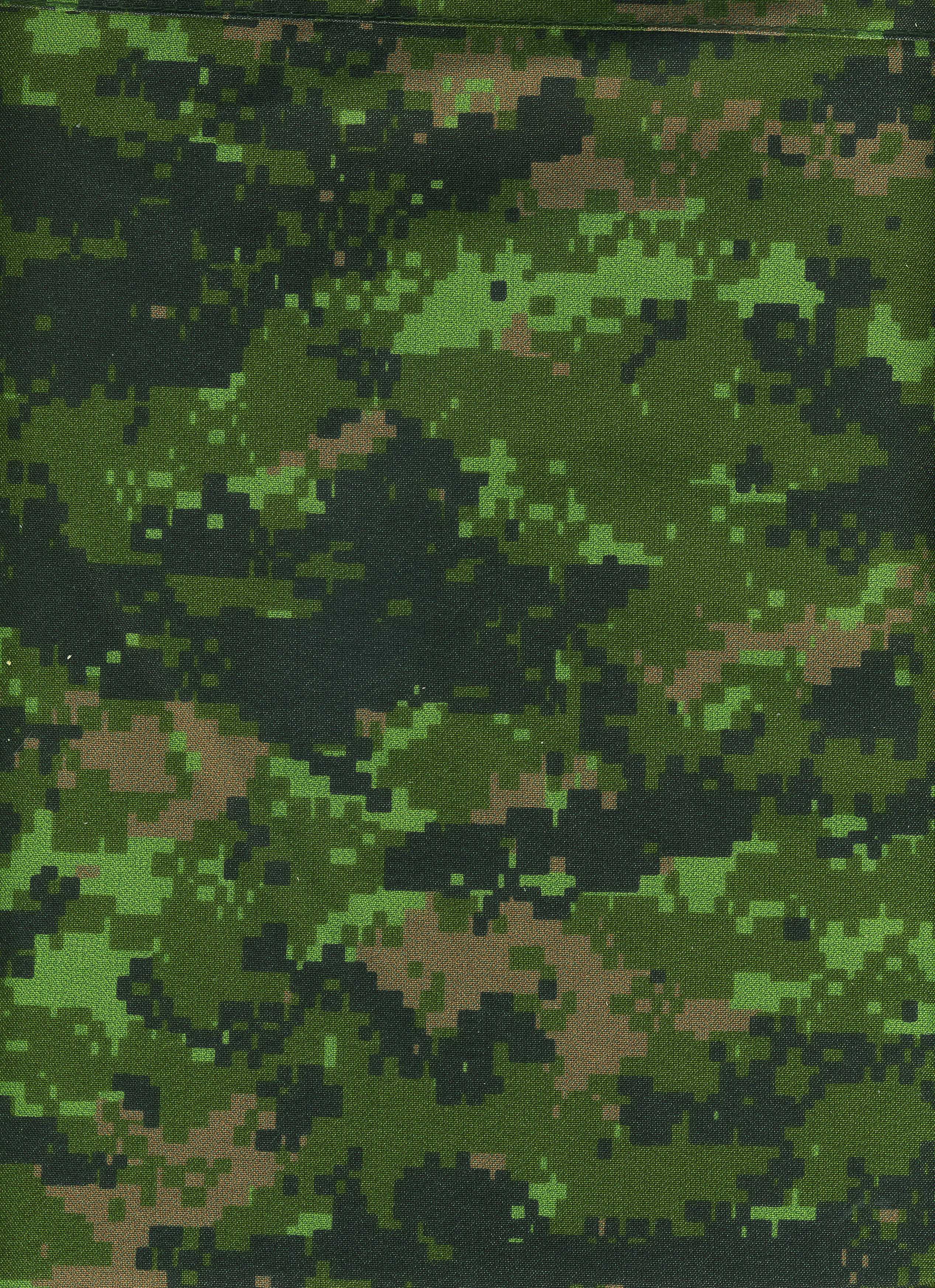
Збройні сили Канади були першою армією, яка випустила піксельний цифровий камуфляж CADPAT для всіх підрозділів.

Цифровий камуфляж забезпечує деформаційний ефект завдяки використанню піксельних візерунків у різних масштабах, що означає, що камуфляж допомагає перешкоджати спостереженням на різних відстанях. Такі шаблони вперше були розроблені під час Другої світової війни, коли Йоганн Георг Отто Шик розробив ряд шаблонів для Ваффен-СС, поєднуючи мікро- та макрошаблони в одній схемі. Німецька армія розвинула цю ідею в 1970-х роках у камуфляжі Flecktarn, який поєднує менші форми з дизерінгом; це пом'якшує межі великомасштабного візерунка, роблячи об'єкти, що знаходяться під ним, важче розрізнити. Піксельні фігури зявились за багато років до комп'ютерного дизайну і використовувалися ще в експериментах Радянського Союзу з камуфляжними візерунками, такими як «ТЦМКК», що був розроблений у 1944 або 1945 роках.
У 1970-х роках офіцер армії США Тімоті Р. О'Ніл припустив, що візерунки, що складаються з квадратних кольорових блоків (пікселів), забезпечать ефективний камуфляж. До 2000 року ідея О'Ніла була об'єднана з такими візерунками, як німецький Flecktarn, для створення перших піксельних камуфляжів, таких як CADPAT і MARPAT. Військові однострої з цифровим камуфляжем вперше був розроблений канадськими збройними силами. «Цифровий» означає координати візерунка, які визначаються цифровим способом. Цей термін також використовується для комп'ютерно згенерованих шаблонів, таких як непіксельний MultiCam та італійський фрактальний шаблон Vegetato. Пікселізація візерунка камуфляжу сама по собі не сприяє ефекту маскування, однак піксельний стиль спрощує дизайн і полегшує друк на тканині.

### Невізуальний

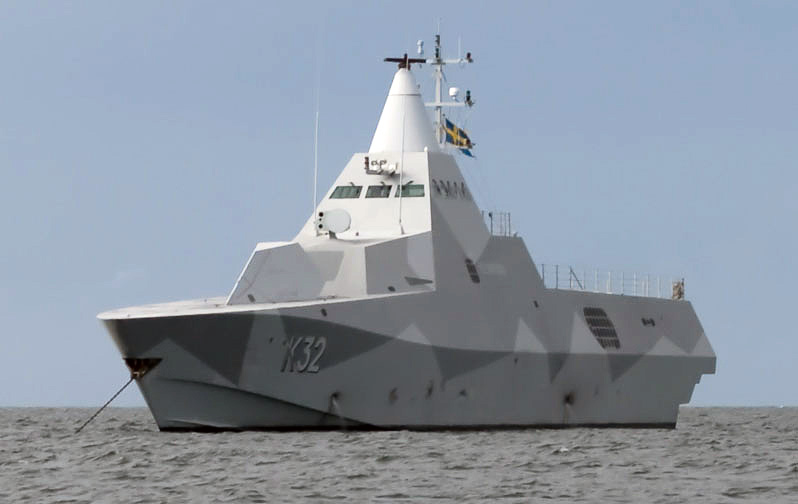
Шведський корвет класу Visby, демонструє як звичайний візуальний деформаційний камуфляж, так і антирадарний (невидимий) дизайн

З появою радарів, гідролокаторів та інших засобів виявлення військової техніки, незалежних від людського ока, з'явилися засоби маскування проти неї. Разом вони знані як стелс-технологія. Літаки та кораблі можуть мати таку форму, щоб відбивати радіолокаційні імпульси від відправника, і покривати їх матеріалами, що поглинають радари, щоб зменшити їхню радіолокаційну ознаку. Використання ракет з тепловим наведенням також призвело до спроб приховати теплові ознаки авіаційних двигунів. Методи включають форму вихлопних отворів для змішування гарячих вихлопних газів із холодним навколишнім повітрям і розміщення вихлопних отворів у верхній частині планера.
Мультиспектральний камуфляж намагається приховати об'єкти від декількох методів виявлення, таких як інфрачервоне, радарне, ультрафіолетове та міліметрове зображення одночасно. Станом на 2018 рік багато країн поступово припиняють використання застарілих систем камуфляжу за допомогою багатоспектральних систем.
Звуковий камуфляж, принаймні у вигляді шумозаглушення, практикується різними способами. Прогумований корпус військових підводних човнів поглинає хвилі сонара, і його можна розглядати як форму звукового камуфляжу. Деякі сучасні гелікоптери сконструйовані таким чином, щоб вони були тихими. Бойова форма зазвичай оснащена кнопками, а не застібками або липучками для зменшення шуму.
Камуфляж запахів зустрічається рідко. Приклади включають костюми гіллі, спеціальний одяг для військових снайперів, виготовлений зі смужок рогожі, які іноді обробляють брудом і навіть гноєм, щоб надати їм «землистого» запаху, щоб приховати запах снайпера.
Магнітний камуфляж у вигляді «котушок розмагнічення» використовувався з часів Другої світової війни для захисту кораблів від магнітних мін та іншої зброї з магнітними датчиками. Горизонтальні котушки навколо всього корабля або окремих його частин створюють магнітні поля, щоб «нівелювати» спотворення магнітного поля Землі, створювані кораблем.

## Історія

### Розвідники й стрільці

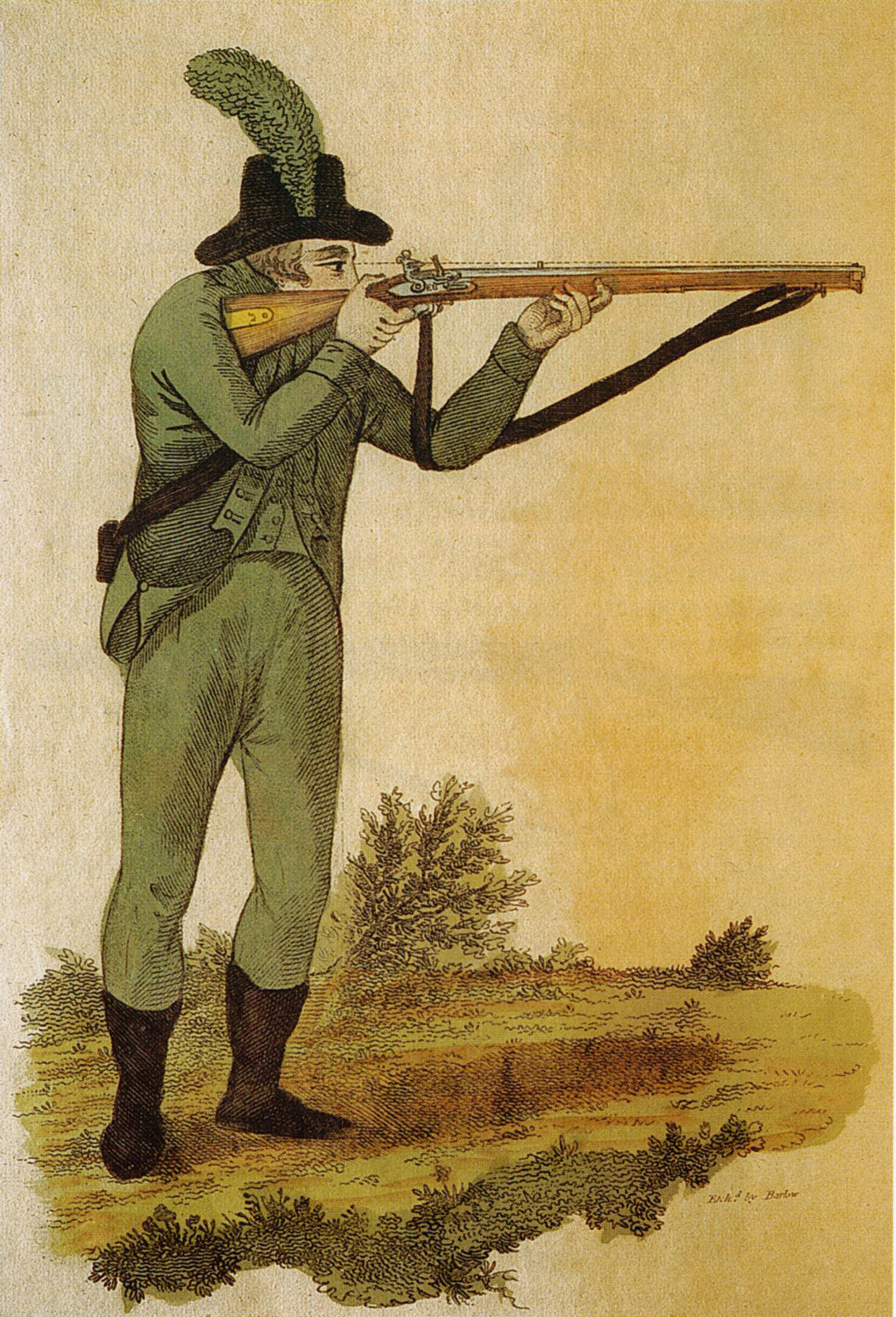
Англійський стрілець в зеленому однострої веде вогонь з рушниці Бейкера. Е.Бейкер. «22 роки використання і спостереження за рушницями» (1st edition 1803)

Приклади використання корабельного камуфляжу відомі ще з часів Стародавнього Риму. Вегецій у IV столітті писав, що «венеційська блакить» (бірюзовий колір «морської хвилі») використовувалася для маскування в 56–54 роках до н. е. під час Галльських воєн, коли Юлій Цезар послав свої розвідувальні кораблі для збору інформації уздовж узбережжя Британії. Римські моряки на пофарбованих в бірюзовий колір розвідувальних кораблях носили одяг такого-ж кольору.
Акцент на рукопашному бою та малий радіус дії зброї, як-от мушкет, означали, що впізнаваність і згуртованість були важливішими за камуфляж у бойовому одязі аж до XVII століття. Впровадження піхотної зброї з більшою дальністю, особливо гвинтівки Бейкера, відкрило нові ролі, які потребували камуфльованого одягу. Під час колоніальної Семирічної війни (1756—1763) озброєні гвинтівками рейнджери Роджерса носили сіру або зелену форму. Джон Грейвс Сімко, один із пізніших командирів підрозділу, зазначив у 1784 році:
Зелений без порівняння найкращий колір для світлих військ з темним спорядженням; і якщо надіти його навесні, до осені він вилиняє разом з зів'ялим  листям, зберігаючи свої властивості непомітності на відстані.

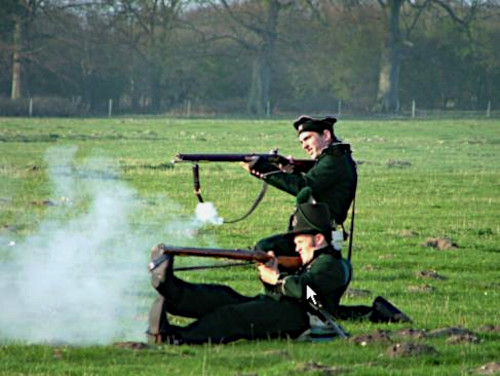
Реконструктори 95-го стрілецького полку (1802—1816) у стрілецькій зеленій формі

Традиція була продовжена британськими стрілецькими полками, які використовували однострої зеленого кольору під час Наполеонівських війн.
Під час Піренейської війни Португалія виставила легкі піхотні підрозділи, знані як Caçadores, які носили коричневі куртки, які допомагали приховати їх. Коричневий колір вважався доречнішим для приховування ландшафту більшості португальських регіонів, загалом більш посушливих, ніж зеленіші ландшафти Центральної та Північної Європи. Інші країни незабаром наслідували цей приклад, одягаючи свої стрілецькі полки, а іноді й легкі війська, у відповідні сірі тони, як правило, варіації зеленого або сірого. 
Вперше однотонну сіру генеральську уніформу було введено Британським корпусом гідів в Індії в 1848 році. Спочатку однотонна уніформа була спеціально імпортована з Англії, однією з причин було «зробити їх невидимими в країні пилу». Однак, коли потрібна була більша кількість, армія імпровізувала, використовуючи місцевий барвник для виробництва уніформи на місці. Індійські солдати невдовзі стали називати цю сіру уніформу хакі (урду означає курний, ґрунтовий) і був подібний до місцевого бавовняного одягу кольору пальми мазарі. Приклад наслідували інші британські підрозділи під час повстання 1857 року, пофарбувавши свої білі муштрові уніформи в непомітні тони брудом, чаєм, кавою або кольоровими чорнилами. Отриманий відтінок варіювався від темно-сірого або сланцево-сірого до світло-коричневого до майже білого або іноді навіть лавандового. Цей імпровізований захід поступово отримав широке поширення серед військ, дислокованих в Індії та на Північно-Західному кордоні, а іноді й серед військ, що проводили походи на африканському континенті.

### Рушничний вогонь

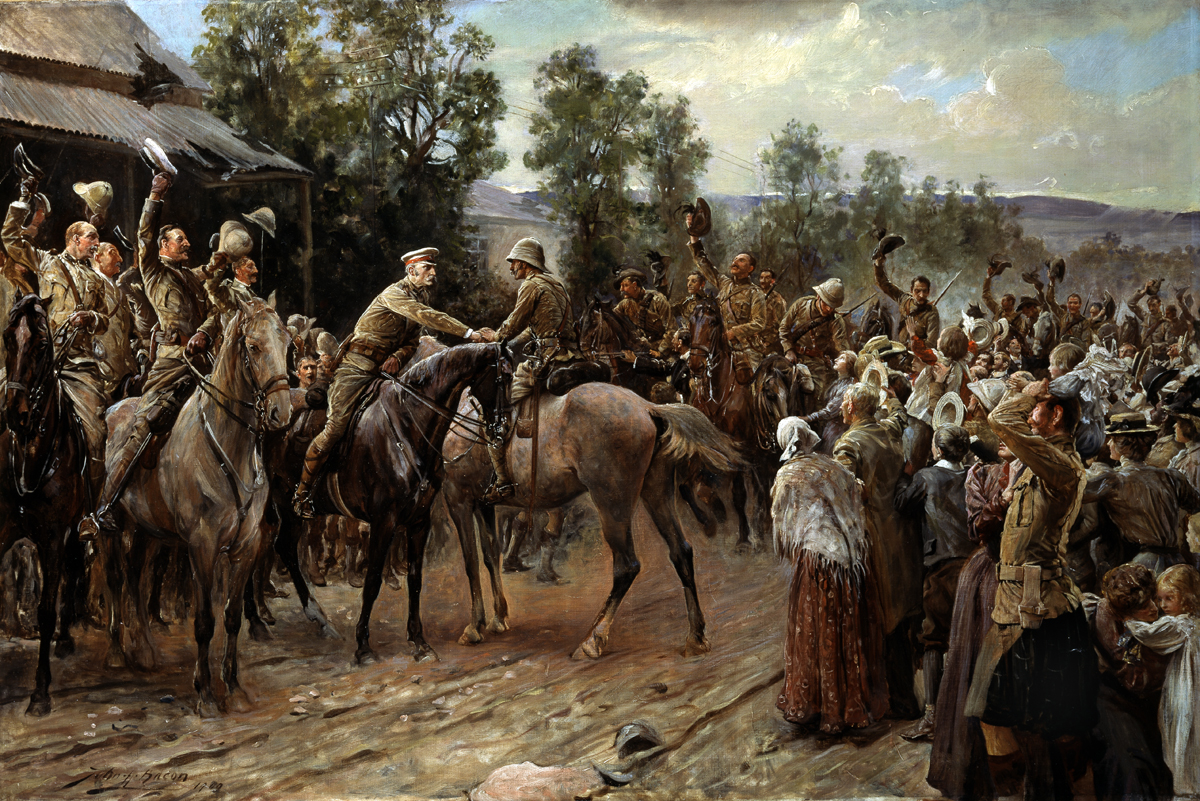
«Звільнення Ледісміта» Джона Генрі Фредеріка Бекона демонструє форму кольору хакі, яку використовували британці під час Другої англо-бурської війни.

У той час як далекобійні гвинтівки стали стандартною зброєю в 1830-х роках, армії повільно адаптували свою тактику та уніформу, можливо, через те, що головним чином вели колоніальні війни проти менш добре озброєних противників. Лише під час Першої англо-бурської війни 1880—1881 рр. велика європейська держава зустріла супротивника, добре оснащеного та добре обізнаного у використанні сучасної багаторазової вогнепальної зброї великої дальності, що змусило негайно змінити тактику та однострої. 1885 року однострої кольору хакі стали стандартною формою як для британських, так і для військ британської індійської армії, дислокованих у Британській Індії, а в 1896 році уніформа кольору хакі була прийнята британською армією для служби за межами Європи в цілому, але лише Друга англо-бурська війна 1902 року призвела до того, що вся британська армія стандартизувала колір хакі (офіційно знаний як «сірий») для військового одягу.
Збройні сили США, які під час Громадянської війни мали стрілецькі підрозділи в синіх куртках, швидко пішли за британцями, змінивши колір хакі того ж року. Росія частково змінила обмундирування у 1908 році. Італійська армія використовувала grigio-verde («сіро-зелений») в Альпах з 1906 року та по всій армії з 1909 року.частково Німці прийняли feldgrau («польовий сірий») у 1910 році. До початку Першої світової війни в 1914 році Франція була єдиною великою державою, де солдати все ще були одягнені в традиційну помітну форму яскравих кольорів.

### Перша світова війна

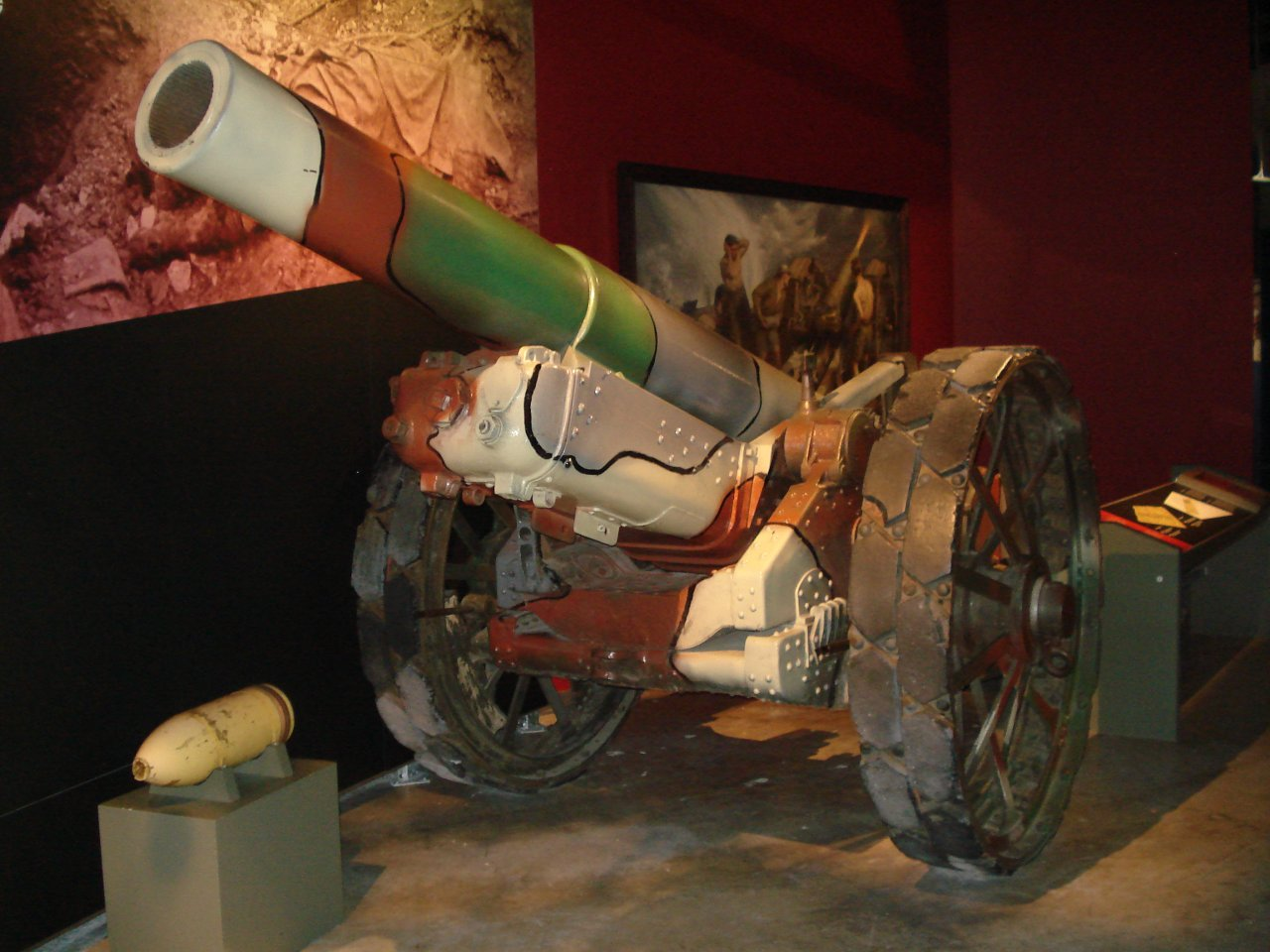
Британська 8-дюймова гаубиця зразка Першої світової війни з деформаційним камуфляжем

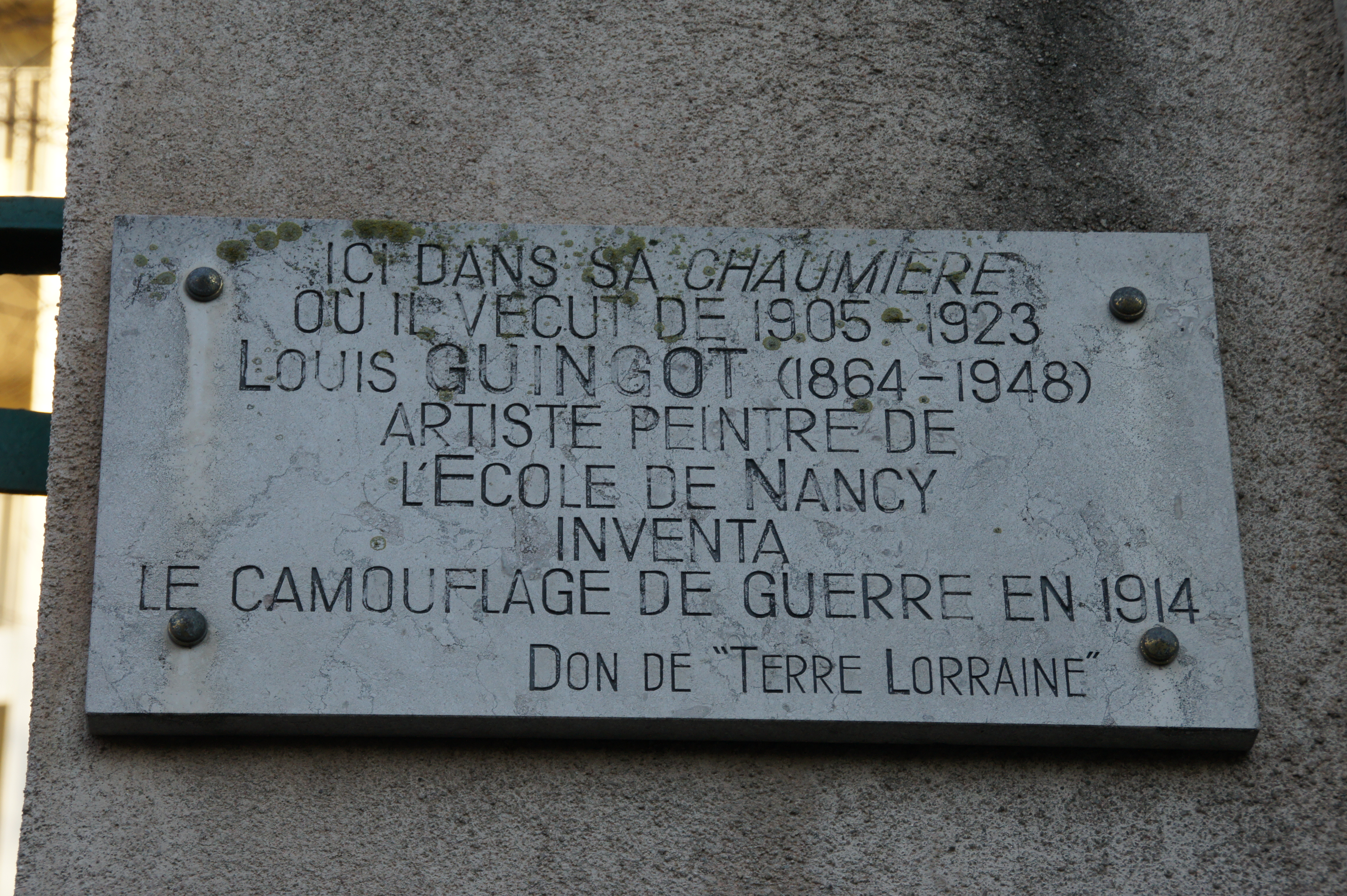
Меморіальна дошка у Нансі, Франція на честь Луї Генго за винахід сучасного військового камуфляжу.

Перша світова війна стала першим повномасштабним конфліктом із застосуванням сучасної вогнепальної зброї. Першу спробу запропонувати однострої з деформаційним камуфляжем для солдат французької армії здійснив у 1914 році художник Луї Генго. У співпраці з російським другом-хіміком Генго ще до війни розробив процес малювання на атмосферостійкій тканині та зареєстрував на нього патент. Армія відмовилася від пропозиції Генго, але зберегла зразок камуфляжного одягу, що пізніше був використаний для маскування гармат. Однак значна кількість втрат на Західному фронті змусила французів нарешті відмовитися від своїх синіх кітелів і червоних штанів, запровадивши однотонну сірувату уніформу «синього горизонту».
Використання скорострільних кулеметів і далекобійної артилерії швидко призвело до маскування машин і позицій. Незабаром артилерійські гармати почали фарбувати в контрастні яскраві кольори, щоб приховати їхні контури. Іншою ранньою інновацією було будівництво спостережних дерев, зроблених зі сталі з камуфляжною корою. Такі дерева стали популярними в британській та французькій арміях у 1916 році. Спостережні дерева були винайдені французьким художником Люсьєном-Віктором Гіраном де Сева, який очолював камуфляжний підрозділ французької армії, перший у світі у своєму роді. Він також запропонував використовувати маскувальну сітку для приховування кулеметних позицій, яка почалась активно використовуватись з 1917 року і до кінця війни вже використовувалось 7 мільйонів квадратних ярдів маскувальних сіток.
У Першу світову війну також була започаткована повітряна війна, а разом з нею виникла потреба не тільки приховувати позиції та транспортні засоби від виявлення з повітря, але й необхідність маскувати самі літаки. 1917 року Німеччина почала використовувати ромбовидний камуфляж для літаків Центральних держав, можливо, найперший камуфляж із друкованими малюнками. Подібний деформаційний візерунок з уламковими прямокутниками землистих тонів, Buntfarbenanstrich 1918, був представлений для танків у 1918 році, а також використовувався на штальгельмах (сталевих шоломах), ставши першим використанням стандартизованого камуфляжного малюнка для солдатів.

### Камуфлери

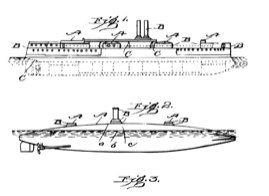
Малюнки Еббота Теєра в його патенті 1902 року на кораблі з контрзатіненням

У 1909 році американський художник і зоолог-аматор Еббот Теєр опублікував книгу «Приховане забарвлення в царстві тварин», яка була широко прочитана військовими лідерами, хоча його захист контрзатінювання не мав успіху, попри його патент на контрзатінювання підводних човнів і надводних кораблів.
Найдавніші художники-камуфлери були представниками шкіл постімпресіонізму та фовізму у Франції. Сучасні художні течії, такі як кубізм, вортицизм та імпресіонізм, також вплинули на розвиток камуфляжу, оскільки вони мали справу з деформацією контурів, абстракцією та теорією кольору. 1915 року в Ам'єні французи заснували Section de Camouflage (відділ маскування), який очолив Люсьєн-Віктор Гіран де Сева. Серед його камуфлерів були художники Жак Війон, Андре Дюнуа де Сегонзак, Шарль Камоен і Андре Мар.
Сліпучі камуфляжі для кораблів та літаків періоду Першої та Другої світових війн коментатори часто описували як «кубістичні», а Пікассо стверджував із типовою бравадою: «Так, це ми зробили це, це кубізм». Більшість художників, що працювали камуфлерами, були традиційними реалістичними художниками, а не кубістами, але де Сева стверджував: «Щоб повністю деформувати контур об'єкта, мені довелося застосувати засоби, які кубісти використовують для його зображення».
Інші країни незабаром побачили переваги камуфляжу та заснували власні камуфляжні підрозділи, що складались з художників, дизайнерів та архітекторів. Британці заснували камуфляжну секцію наприкінці 1916 року у Вімере , а США наслідували їхній приклад, створивши Нью-Йоркське товариство камуфляжів у квітні 1917 року, офіційну роту А 40-го інженерного полку в січні 1918 року та Жіночий резервний камуфляжний корпус. 1917 року італійці заснували Laboratorio di mascheramento. До 1918 року де Сева керував маскувальними майстернями з понад 9000 робітників, не рахуючи камуфлерів, які працювали безпосередньо на самому фронті. Норман Вілкінсон, який першим запропонував сліпучий камуфляж для кораблів британського флоту найняв 5 чоловіків-дизайнерів та 11 жінок-художниць, які до кінця війни розмалювали понад 2300 суден. Французькі жінки, що працювали на території, що контролювалась британською та американською арміями, шили сітку для маскування спорядження та розробляли одяг для солдатів.

### Друга світова війна

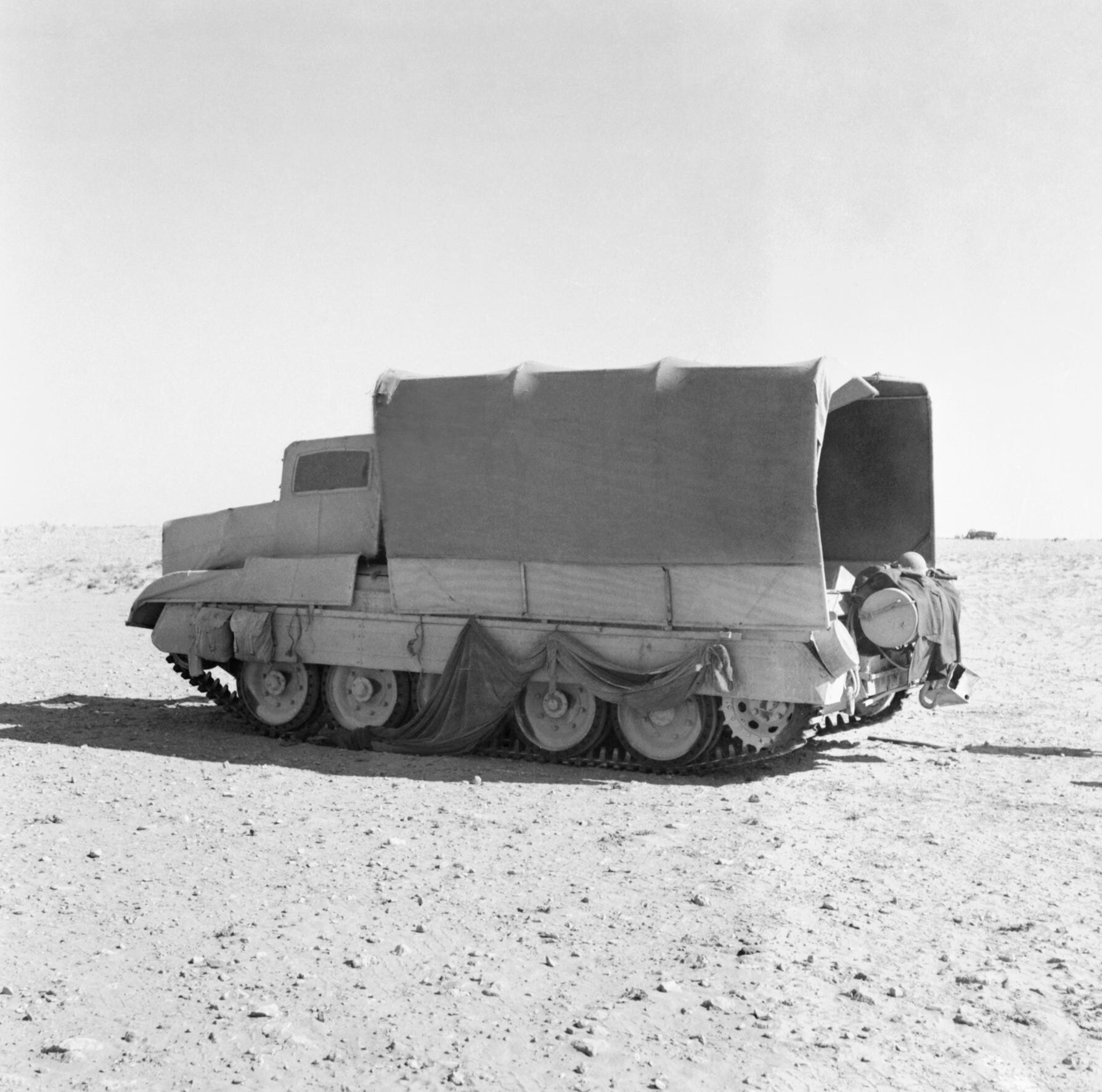
Камуфляж у порожній пустелі: танк Crusader під виглядом вантажівки в операції «Бертрам»

Принтований камуфляж для половинок укриття був представлений для італійської та німецької армій у міжвоєнний період, «плямистий» M1929 Telo mimetico в Італії та «уламковий» Splittermuster 31 у Німеччині. Під час війни обидва зразки використовувалися для форми десантників у відповідних країнах. Невдовзі британці наслідували їхній приклад, створивши візерунок типу мазків для своїх десантних курток «Denison», а Радянський Союз представив маскувальні костюми із камуфляжем «Амеба» для своїх снайперів.
У книзі Г'ю Б. Котта «Адаптивне забарвлення у тварин» 1940 року системно розглядалися різні форми камуфляжу та мімікрії, за допомогою яких тварини захищають себе, і проводилися явні порівняння з військовим камуфляжем:
Цей принцип є одним із багатьох застосувань у сучасній війні. Під час Першої світової війни це було використано німцями, коли вони вводили яскраво виражені випадки білого або чорного тону, щоб приховати слабші контрасти тонів, створювані похилими сторонами камуфляжних ширм, або покрівлі, як видно з повітря. Цей же принцип, звичайно, має особливе застосування в будь-якій спробі зменшити видимість великих об'єктів усіх видів, таких як кораблі, танки, будівлі та аеродроми.— Г'ю Котт 
І британські, і радянські літаки отримували хвилеподібне камуфляжне покриття верхніх поверхонь протягом усієї війни , тоді як американські літаки залишалися розфарбованими у прості двоколірні схеми (з різними верхньою та нижньою частинами) або навіть взагалі відмовилися від камуфляжу. Італійські та деякі японські літаки мали плямисті візерунки з напиленням. Німецькі літаки здебільшого використовували «уламковий» камуфляж, але Німеччина експериментувала з іншими схемами, особливо на пізніх етапах війни. Вони також експериментували з різними камуфляжними візерунками для танків та іншої техніки, тоді як техніка союзників залишалась переважно одноколірною. Як добровольці у Першій світовій війні жінки шили камуфляжну сітку, організовуючи офіційні групи для роботи в Австралії, Великобританії, Новій Зеландії та Сполучених Штатах, які брали участь як камуфлери під час Другої війни.

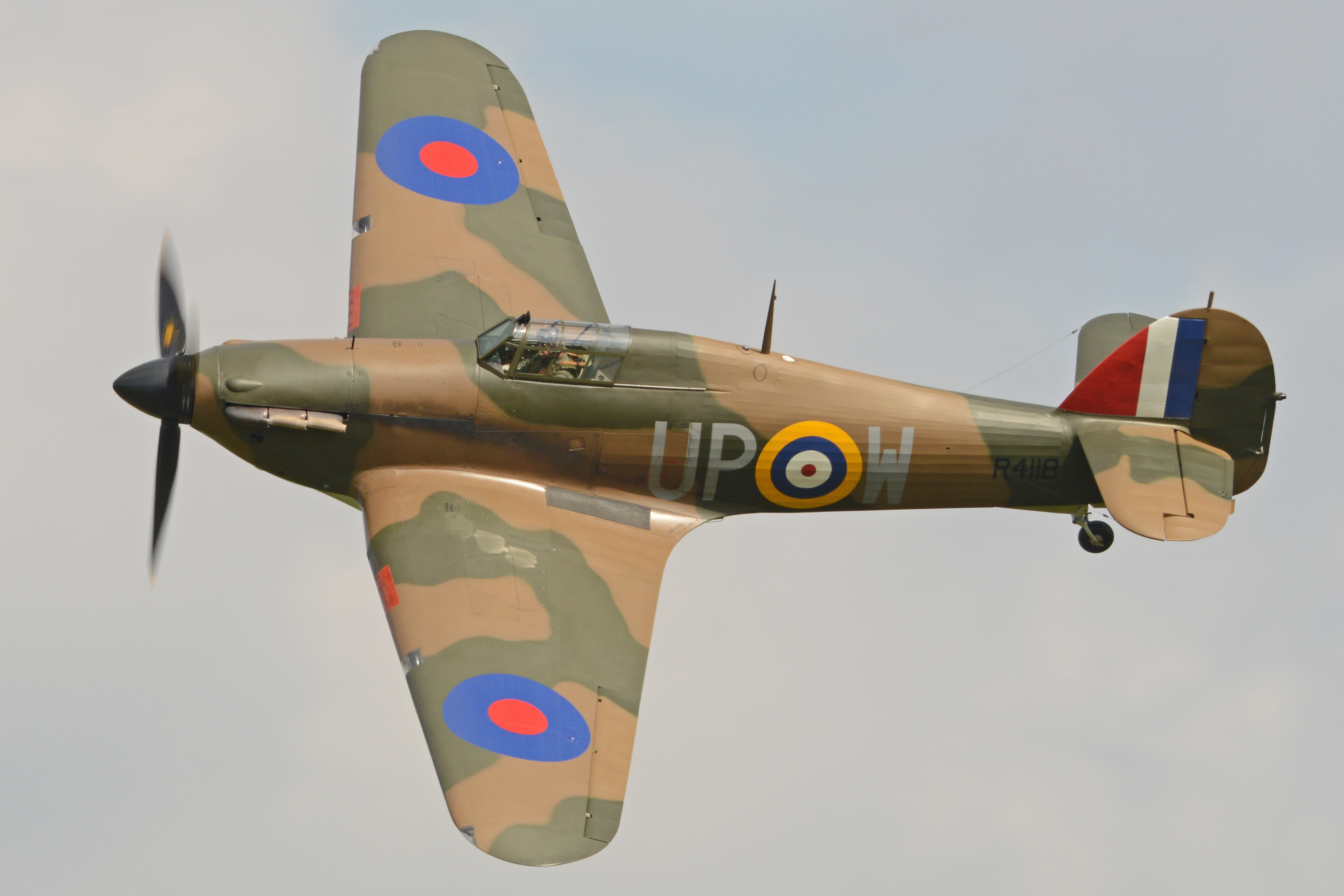
Британський Hawker Hurricane з деформаційним коричнево-зеленим «земельним» камуфляжем.

Директорат камуфляжу Британського командування на Близькому Сході, що складається переважно з художників, завербованих у Корпус королівських інженерів, розробило використання камуфляжу для широкомасштабного військового обману. Операції поєднували маскування справжніх установок, транспортних засобів і сховищ з одночасним демонструванням муляжів, або для того, щоб відволікти на них вогонь супротивника, або щоб ввести його в оману щодо сил чи ймовірного напрямку атаки. В операції «Бертрам» для вирішальної битви під Ель-Аламейном була сконструйована ціла бутафорська бронетанкова дивізія, тоді як справжні танки були замасковані під небойові транспортні засоби за допомогою чохлів «Sunshield». Розвинені таким чином можливості використовувалися не лише в африканській пустелі, а й у Європі, як в операції «Бадігард» під час вторгнення в Нормандію та в Тихоокеанській кампанії, як у битві острова Гуденаф.
Запровадження стратегічного бомбардування призвело до спроб маскування аеродромів і стратегічних виробничих центрів. Ця форма позиційного камуфляжу може бути досить складною і навіть включати фальшиві будинки та автомобілі. Через загрозу з боку ядерної зброї в післявоєнну еру такий складний камуфляж більше не вважався корисним, оскільки для знищення інфраструктури ядерною зброєю більше не потрібно було прямого влучання. Доктрина Радянського Союзу військового обману визначає необхідність несподіванки за допомогою засобів, включаючи камуфляж, ґрунтуючись на такому досвіді, як Курська битва, де камуфляж допоміг Червоній армії здолати могутнього ворога.

## Застосування

### Однострої

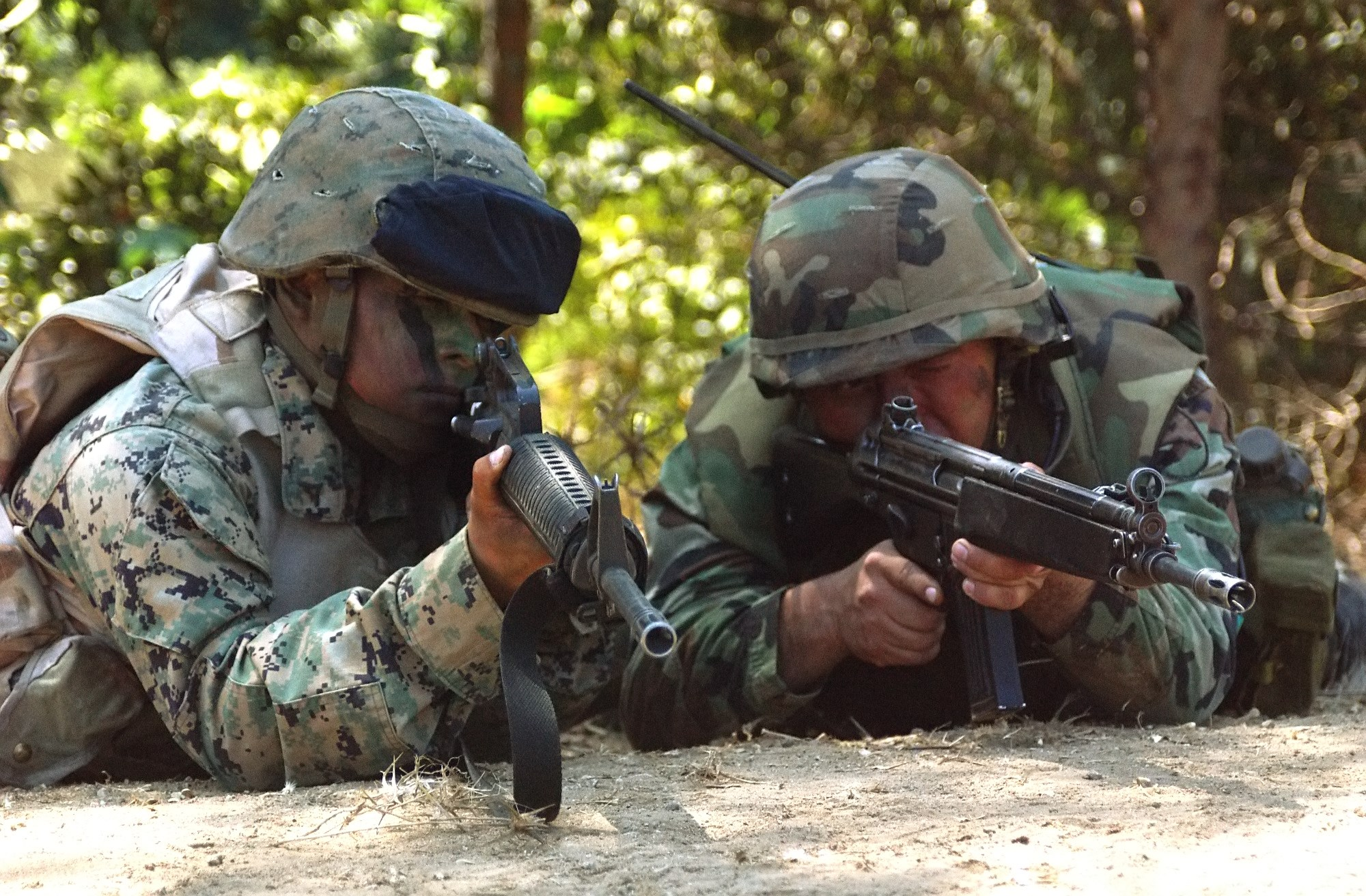
Морський піхотинець США (зліва) використовує новіший цифровий візерунок «Marpat», а морський піхотинець Чилі — старіший камуфляж «Woodland»

Роль військових одностроїв полягає не тільки в тому, щоб приховати кожного солдата, але й у тому, щоб відрізнити друга від ворога. Випуск одностроїв з камуфляжем Frog Skin військам США в Європі під час Другої світової війни було припинено, оскільки їх надто часто приймали за німецьку форму із деформаційним візерунком Erbsenmuster, яку носили Ваффен-СС. Оскільки процес виготовлення камуфляжної форми для великої кількості солдатів є досить затратним, конструкція камуфляжної уніформи передбачає компроміс між ефектом маскування, впізнаваністю, вартістю та технологічністю.
Арміям, яким належить служити на різних театрах, може знадобитися кілька різних камуфляжних форм. Випуск окремих спеціалізованих камуфляжів для помірних зон і для пустелі є звичайними. Візерунки можна певною мірою адаптувати до різних місцевостей, додавши до уніформи засоби кріплення шматочків рослинності. Шоломи часто мають сітчасті кришки; деякі куртки мають маленькі петельки для тієї ж мети. Вміння знайти відповідну камуфляжну рослинність або іншим чином модифікувати видану бойову форму відповідно до місцевості є важливою навичкою для піхотинців.
Країни з бореальним кліматом часто потребують снігового камуфляжу, або через наявність односторонньої форми або простого верхнього одягу.

### Наземні транспортні засоби

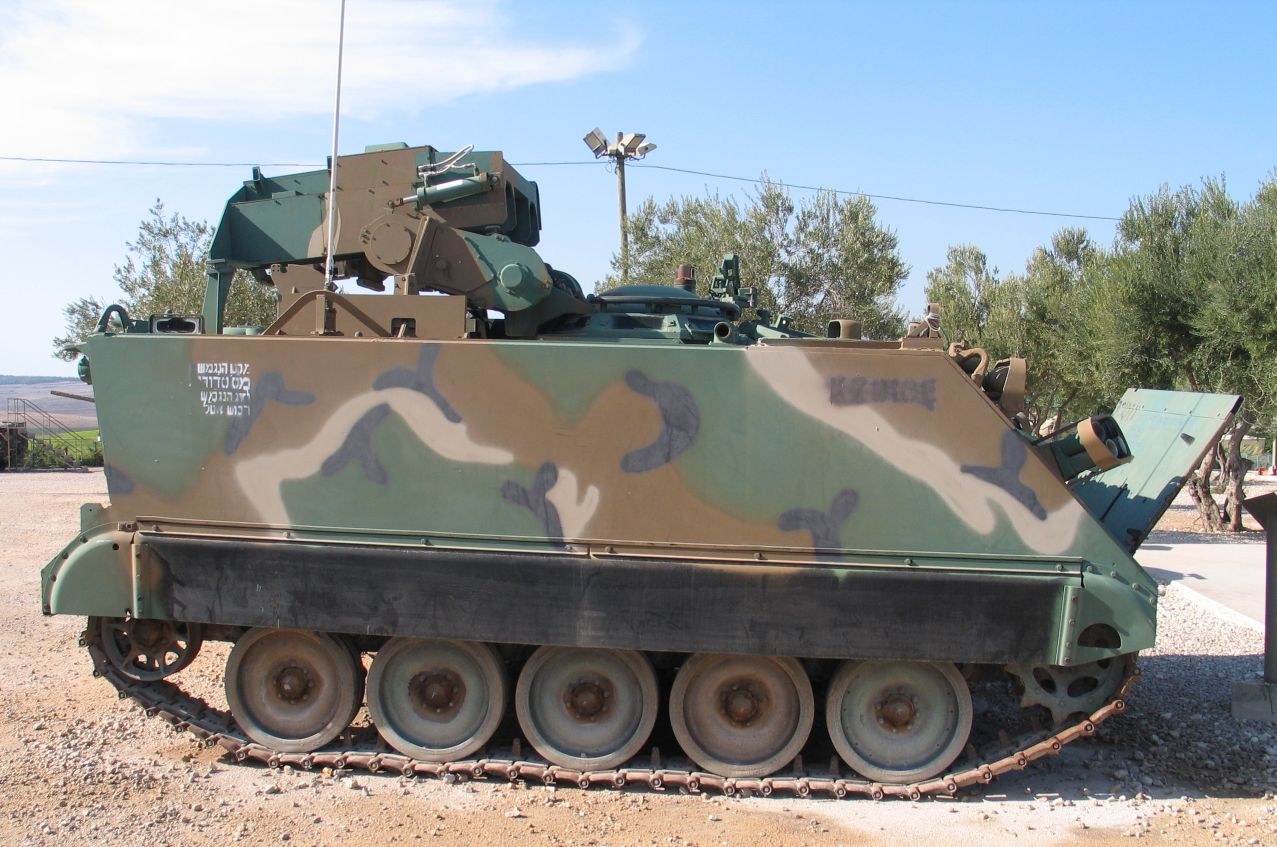
M901 зі схемою зимового зеленого камуфляжу MERDC

Призначення маскування транспортних засобів і техніки відрізняється від особистого тим, що основною загрозою є повітряна розвідка. Мета полягає в тому, щоб порушити характерну форму транспортного засобу, зменшити блиск і зробити транспортний засіб важко ідентифікованим, навіть якщо він помічений.
Фарба є найменш ефективним заходом, але служить основою для інших технік. Військова техніка часто стає настільки брудною, що камуфляж з візерунком не видно, і хоча матові кольори зменшують блиск, мокра машина все одно може блищати, особливо якщо дивитися зверху. Візерунки створені, щоб ускладнити інтерпретацію тіней  і форм. Британська армія прийняла деформаційну схему для транспортних засобів, що були задіяні в операціях в кам'янистій пустелі під час Північноафриканської кампанії та в Греції, ретроспективно відому як схема Каунтера. В ній використовувалось до шести кольорів, нанесених прямими лініями.

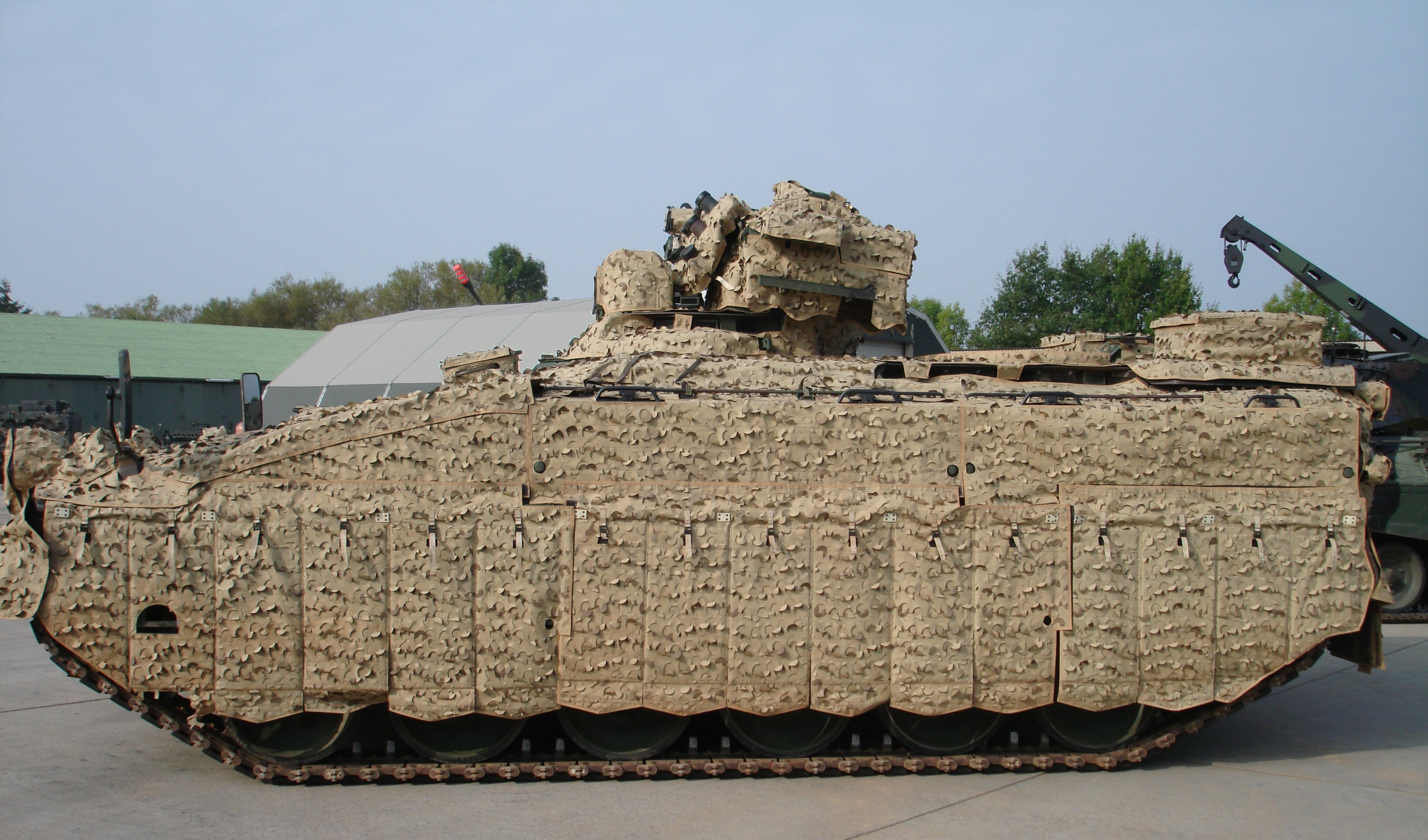
«Багатоспектральна» камуфляжна система, встановлена на бронемашині Marder, зменшує візуальні, інфрачервоні та радіолокаційні «підписи» та дозволяє пересуватися

Спеціальна повітряна служба Британської армії використовувала рожевий як основний колір на своїх патрульних автомобілях Land Rover серії IIA, що використовувались у пустелі й отримали прізвисько «Рожеві пантери». Було виявлено, що саме цей колір на далеких відстанях зливається з пісочним пейзажем.
Камуфляжні сітки можуть ефективно перешкоджати візуальному спостереженню. Традиційні камуфляжні сітки використовують текстильний «гарнір» для створення видимої текстури з глибиною тіні, створеної під нею, і ефект можна підсилити шматочками рослинності. Сучасні сітки, як правило, виготовляються з суцільного матеріалу, який легше розгортати над транспортним засобом і не має «отворів» традиційних сіток. Деякі сітки можуть залишатися на транспортному засобі під час його руху. Прості сітки менш ефективні для захисту від радарів і теплових датчиків. Важчі, міцніші «мобільні камуфляжні системи», по суті, конформні пухові ковдри з тепловими та радіолокаційними властивостями, забезпечують певний ступінь приховування без затримок, спричинених необхідністю розкладати сітки навколо автомобіля.
Активний камуфляж для транспортних засобів, який використовує нагріті або охолоджені пластини Пельтьє для відповідності інфрачервоному фону, був протестований, але ще не запущений у виробництво.

### Кораблі

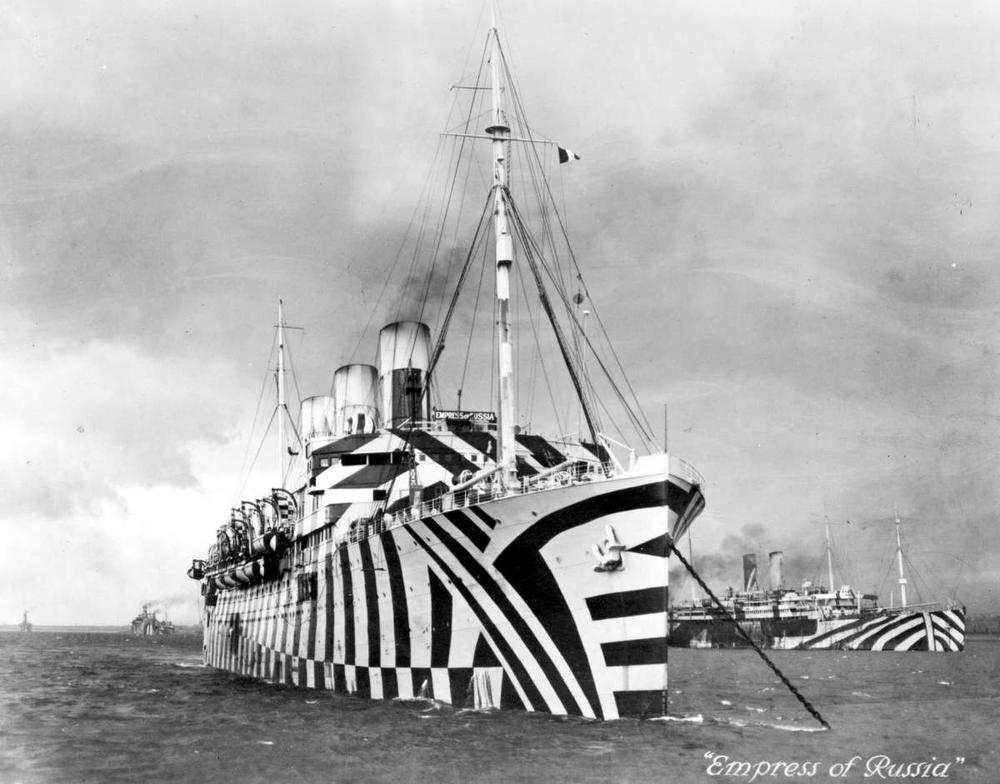
Британський адміралтейський сліпучий камуфляж часів Першої світової війни

До XX століття морська зброя мала малу дальність, тому камуфляж був неважливий для кораблів і людей на їх борту. Схеми фарбування були обрані на основі простоти обслуговування або естетичних вимог, як правило, бафф верх (з полірованою латунною арматурою) і білий або чорний корпус. Приблизно на початку XX сторіччя збільшення кількості військово-морських боїв, як продемонструвала битва під Цусімою, спонукало до появи першого камуфляжу у формі суцільного відтінку сірого, в надії, що кораблі стануть менш помітними у туман.

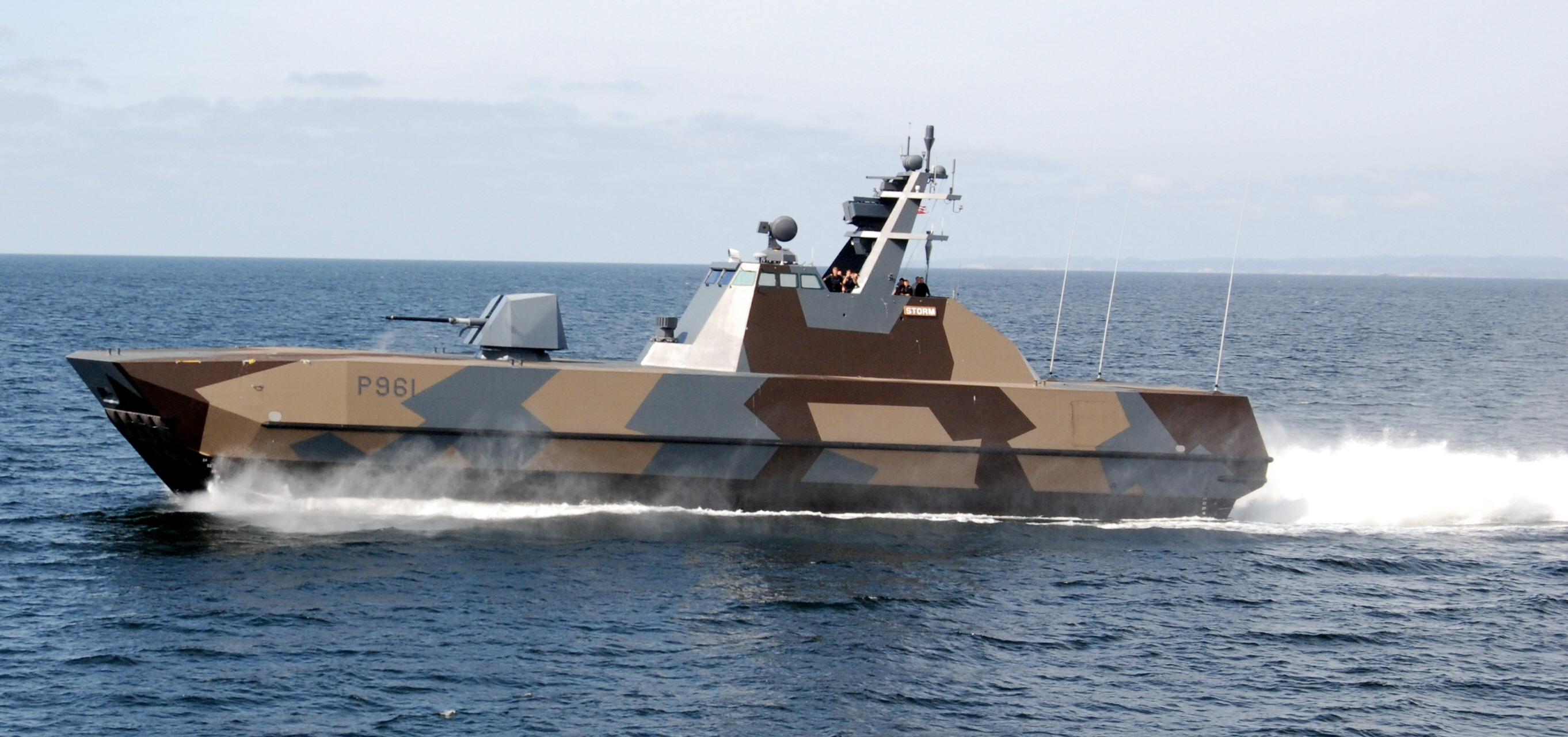
Патрульний катер класу Skjold Королівських ВМС Норвегії в деформаційному камуфляжі

Сліпучий камуфляж часів Першої та Другої світових війн, започаткований англійським художником Норманом Вілкінсоном, використовувався не для того, щоб приховати кораблі, а для того, щоб вони здавалися меншими або швидшими, щоб заохотити ворога до помилкової ідентифікації та зробити кораблі важчими для ураження. Під час Другої світової війни Королівський флот Канади випробував форму активного камуфляжу, контросвітлення, використовуючи розсіяне освітлення, щоб запобігти тому, щоб кораблі виглядали темними фігурами на яскравому небі вночі. Він зменшував видимість до 70 %, але був ненадійним і ніколи не йшов у виробництво.
Після Другої світової війни використання радарів зробило камуфляж загалом менш ефективним. Однак камуфляж, можливо, допоміг захистити військові кораблі США від в'єтнамських берегових батарей за допомогою оптичних далекомірів.
Прибережні патрульні катери, такі як кораблі ВМС Норвегії, Швеції та Індонезії, продовжують використовувати камуфляж із руйнівним візерунком у наземному стилі.

### Літаки

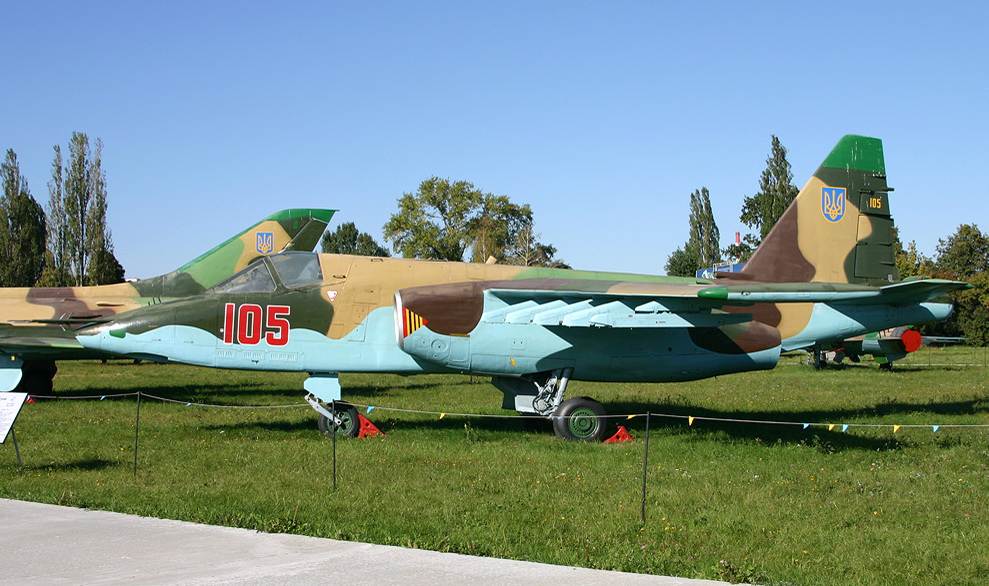
Український Су-25, пофарбований земляними кольорами зверху та небесно-блакитним знизу

Камуфляжне забарвлення літаків стикається з проблемою, що фон навколо літака сильно змінюється, залежно від того, чи знаходиться спостерігач над літаком, чи під ним. Схеми камуфляжу літаків часто складалися зі світлого кольору знизу та темніших кольорів згори .
Інші схеми камуфляжу визнають, що під час бою літаки можна побачити під будь-яким кутом і на будь-якому фоні, тому літаки пофарбовані в будь-який нейтральний колір, наприклад сірий.

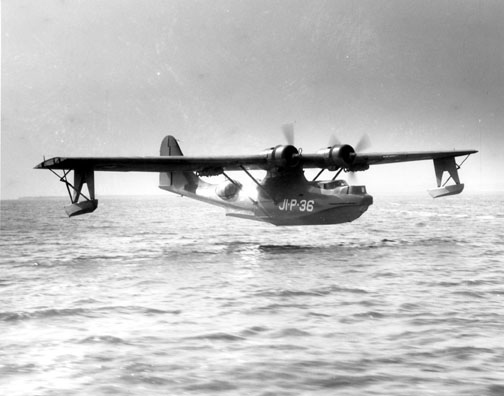
Морська патрульна Каталіна пофарбована в білий колір, але навіть при цьому виглядає темною на тлі неба.

Морські патрульні літаки Другої світової війни, такі як літаючий човен Consolidated PBY Catalina, були пофарбовані в білий колір, оскільки літаки зазвичай виглядають темними на тлі неба (включаючи ніч), і, отже, вони найменш помітні, якщо пофарбовані в якомога світліші кольори. Проблема вигляду темних літаків на тлі неба була досліджена в проєкті ВМС США Yehudi lights у 1943 році, використовуючи контросвітлення для підвищення середньої яскравості літака, якщо дивитися вперед, від темної форми до такої ж, як небо. Експерименти спрацювали, дозволивши літаку наблизитися на відстань до 3,5 км перш ніж їх помітили, тоді як літаки без вогнів були помічені за 20 км.
Вищі швидкості сучасних літаків і використання радарів і ракет у повітряному бою зменшили цінність візуального камуфляжу, водночас збільшуючи цінність електронних засобів створення «невидимості». Сучасна фарба призначена для поглинання електромагнітного випромінювання, яке використовується радаром, зменшуючи помітність літака, а також для обмеження випромінювання інфрачервоного світла, яке використовується ракетами теплового наведення для виявлення своєї цілі. Подальші досягнення в авіаційному камуфляжі досліджуються в області активного камуфляжу.

## У моді та мистецтві

### Мода і «Dazzle Ball»
Застосування камуфляжних військових візерунків у суто цивільному використанні відбувся не недавно. Сліпучий камуфляж надихнув тенденцію сліпучих візерунків, що використовуються на одязі в Англії, починаючи з 1919 року з «Dazzle Ball», проведеного Chelsea Arts Club. Присутні були в чорно-білому одязі зі сліпучими візерунками, що вплинуло на моду та мистецтво XX століття через листівки та журнальні статті. Журнал Illustrated London News писав:
Схема оздоблення великого костюмованого балу, який нещодавно влаштував клуб мистецтв Челсі в Альберт-Холі, ґрунтувалася на принципах «Dazzle», методі «камуфляжу», який використовувався під час війни при для маскування  кораблів... Загальний ефект був блискучим і фантастичним.

### Камуфляж в мистецтві

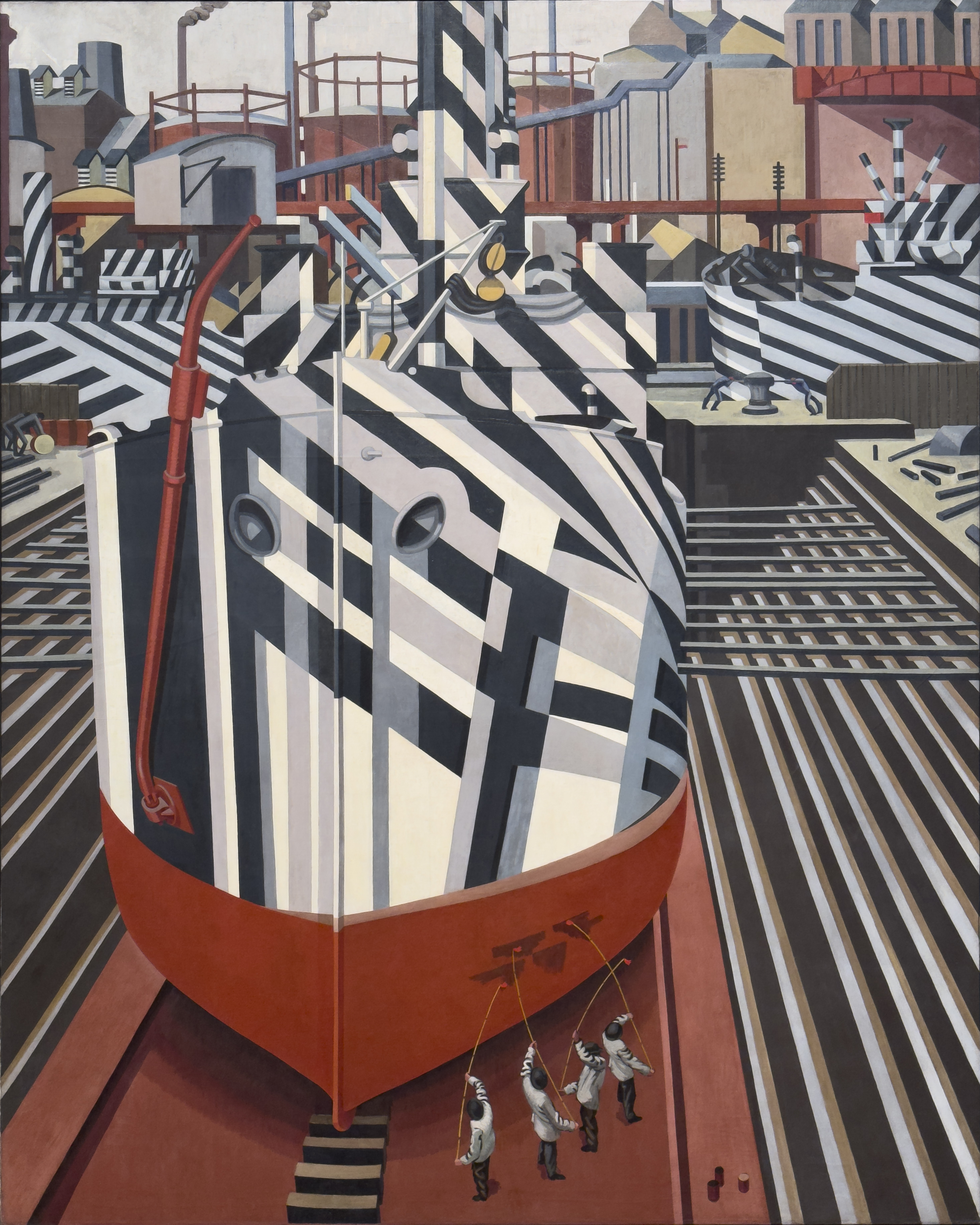
Едвард Водсворт: Кораблі зі сліпучим камуфляжем у сухому доку в Ліверпулі, 1919, Національна галерея Канади, Оттава, Онтаріо.

Хоча багато художників допомагали розробляти камуфляж під час і після Першої світової війни, різні симпатії двох культур стримували використання «мілітаристських» форм, крім робіт військових художників. З 1960-х років кілька художників використовували символізм камуфляжу. Наприклад, серія камуфляжів Енді Воргола 1986 року була його останньою великою роботою, включаючи Камуфляжний автопортрет. Ален Жаке створив багато камуфляжних робіт з 1961 по 1970-ті роки. Картина Яна Гамільтона Фінлея 1973 року «Аркадія» була трафаретним відбитком танка з листяним камуфляжем, «іронічною паралеллю між цією ідеєю природного раю та камуфляжними візерунками на танку», як описує колекція Тейт. Віра фон Лендорф і Хольгера Трюльцша створили «Природу, знаки та тварин» і «Мімікрия-дрес-мистецтво» в 1970—1973 роках. Томас Гіршгорн створив «Утопію»: One World, One War, One Army, One Dress 2005.

### Військові протестувальники та модники

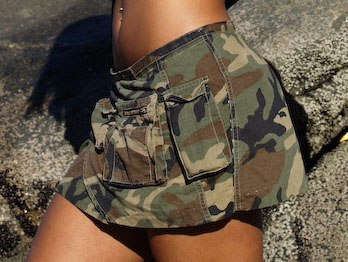
Спідниця з камуфляжем Woodland як модний елемент

У США в 1960-х роках військовий одяг став все поширенішим (переважно однотонний сіро-оливковий, а не різнокольоровий деформуючий камуфляж). Його часто носили антивоєнні протестувальники, спочатку в таких групах, як Ветерани проти війни у В'єтнамі, але потім все ширше як символ політичного протесту.
Мода часто використовує камуфляж як джерело натхнення — її приваблює вражаючий дизайн, «візерунковий безлад» камуфляжу, його символізм (який потрібно відзначати чи підривати) та його універсальність. Серед перших дизайнерів, що працювали з камуфляжем були Марімекко (1960-ті), Жан-Шарль де Кастельбажак (1975–), Стівен Спроус (використовував принти Воргола, 1987—1988) і Франко Москіно (1986), але лише в 1990-х роках камуфляж набув популярності й став модним видом одягу, від простого вуличного одягу до виробів високої моди — особливого поширення набуло використання «фальшивого камуфляжу». Модельєри, які використовували камуфляж у 1990-х і пізніше, включають: Джон Гальяно для Christian Dior, Марка Джейкобса для Louis Vuitton, Comme des Garçons, Chanel, Tommy Hilfiger, Dolce & Gabbana, Issey Miyake, Armani, Yves Saint-Laurent.
Компанії, які тісно пов'язані з камуфляжними візерунками, включають 6876, A Bathing Ape, Stone Island, Stüssy, Maharishi, mhi, Zoo York, Addict і Girbaud, які використовують і друкують надлишки справжньої військової тканини; інші використовують камуфляжні візерунки яскравих кольорів, таких як рожевий або фіолетовий. Деякі, такі як Емма Лундгрен і Стюссі, створили власні дизайни або об'єднали камуфляжні візерунки з іншими символами.

## Обмеження використання
Деякі країни, такі як Барбадос, Аруба та інші країни Карибського басейну, прийняли закони, які забороняють носіння камуфляжного одягу цивільними особами, включаючи туристів і дітей. Цивільне володіння камуфляжем все ще заборонено в Зімбабве.
В Україні з 2019 року діє заборона на носіння військової форми зі знаками розрізнення військовослужбовців для цивільних осіб. З початку повномасштабного вторгнення заборонено носіння камуфляжного одягу цивільними особами.

## Виноски
1. ↑  ТЦМКК є акронімом для "Трехцветньій маскировочньій комбинезон" (трьохколірний камуфляжний комбінезон).
2. ↑  Темний зверху, світлий знизу камуфляж часто називають контрзатіненням, але його функція полягає не в згладжуванні тіні, як у закон Теєра, а в маскуванні проти двох різних фонів.